# 怒りマーク

怒りマークが付いた目元

怒りマーク（いかりマーク）とは、漫画やアニメの慣用表現（『漫符』）の一つで、怒筋（どすじ）ともいい、キャラクターの額や拳の上などに描かれる、十字型やY字型に配置された曲線によって表した記号のことである。
このマークはもともと浮き出た血管（青筋）からデフォルメされて生まれた。主には、4本の曲線で表された「十字型」と、3本の曲線で表された「Y字型」があり、作者によって使い分けられている（両方を用いる場合もある）。なお、描かれる場所は実際に血管が存在する場所に限らず、怒りの度合いや表現の仕方に応じて怒っているキャラクターの近くの空間といった決して血管が存在しない場所にも描かれることもある。頭を無視して頭の上に「ドカッ!」と大きく描く漫画家もいるほか、力の入れ具合で力の入っているところに描く漫画家もいる。
一般的には怒りのみならず奮起・気合などの激しい感情の表れとして描かれているが、汗マーク同様、漫画やアニメに馴染みの薄い読者にとっては混乱のもとになることがある。

## テレビ番組における利用
テレビ番組ではバラエティ番組やお笑い番組で使用されている。そのテロップ表示において、その出演者の発言が字幕表示される場合、その台詞が怒りや憤りの調子を含んでいるときには、この怒りマークが字幕の右上などに表示されることがある。一部の番組は同時に、テロップの文字の色が怒りを表す赤色に変わったり、書体が江戸文字に変わることがある。

## コンピュータなどにおける利用
携帯電話の絵文字に含まれている。
Unicodeのバージョン6.0で追加された。

## 符号位置
| 記号 | Unicode | JIS X 0213 | 文字参照            | 名称       |
| ---- | ------- | ---------- | ------------------- | ---------- |
| 💢   | U+1F4A2 |            | &#x1F4A2; &#128162; | ANGER SIGN |